# Quartier de la Mouzaïa
Le quartier de la Mouzaïa est un ensemble spécifique composé essentiellement de maisons de ville et de petites habitations situé dans le quartier administratif d'Amérique dans le 19e arrondissement de Paris.  

## Situation et accès

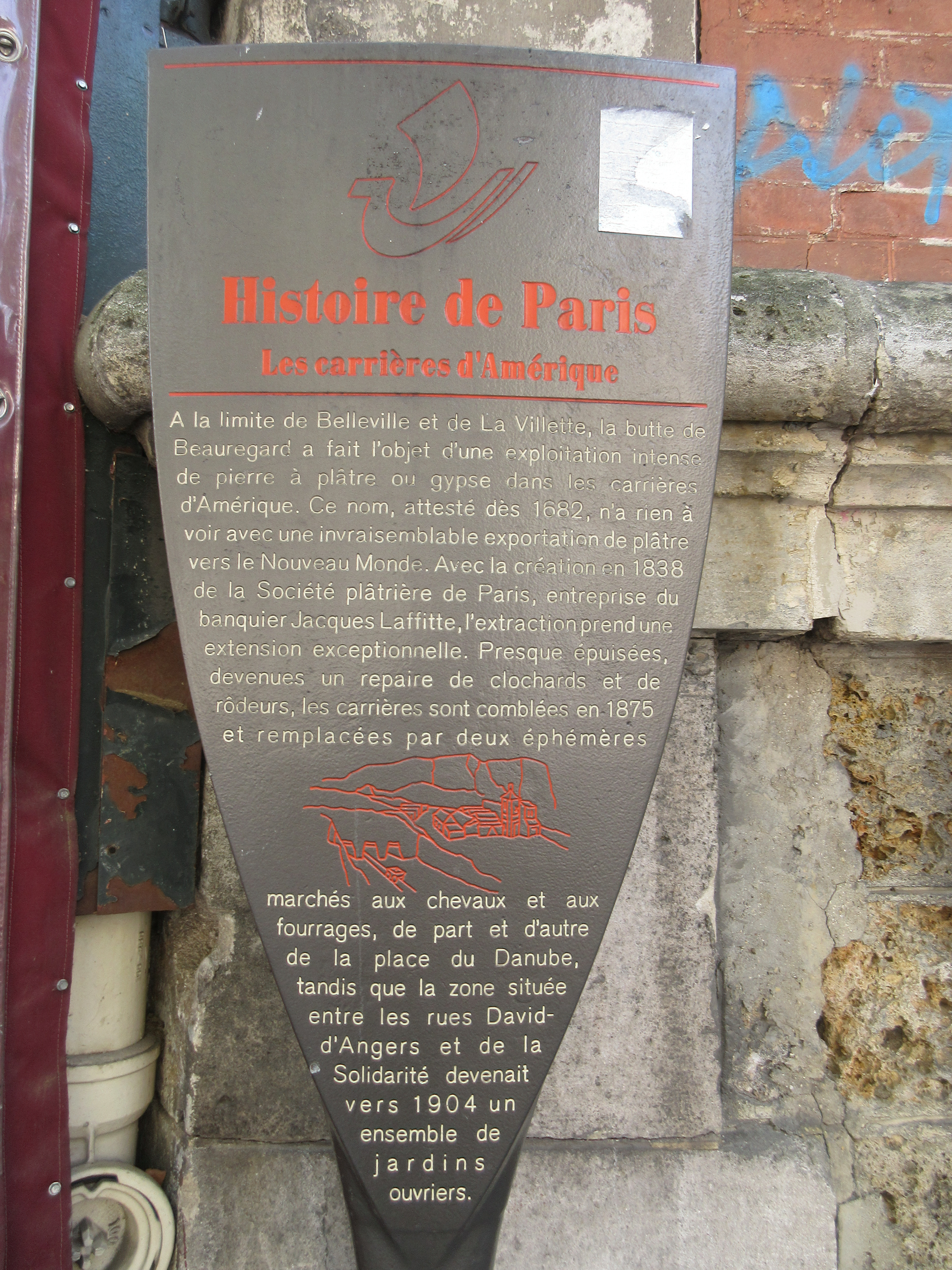
Panneau Histoire de Paris
« Carrières d'Amérique »

Le quartier de la Mouzaïa, situé autour des rues de Mouzaïa, du Général-Brunet, Miguel-Hidalgo, est constitué de petites maisons pleines de charme, construites en briques le long de voies de 3 mètres de large.
Ces petites maisons sont bordées de jardins fleuris. On trouve ainsi sur le côté sud de la rue de Mouzaïa, les villas d'Alsace, Eugène-Leblanc, Émile-Loubet, de Bellevue, des Lilas, Sadi-Carnot et Félix-Faure, et sur son côté nord, celles du Progrès et de la Renaissance. Les pentes correspondent à celles des anciennes carrières sur lesquelles est construit le quartier.
Les voies pavillonnaires ne comprennent ni service ni commerces. À l'exception du lycée Diderot, ceux-ci sont limités à des services de proximité dans les rues de la Mouzaïa, David-d'Angers et du Général-Brunet. L'unité architecturale du quartier résulte de l’application de traités de 1889 entre la Ville de Paris et les lotisseurs privés. Les façades des maisons, à l’origine en briques apparentes, ont, pour la plupart, été recouvertes d’un enduit.
Le quartier est desservi par les stations de métro Danube, Botzaris et Pré-Saint-Gervais de la ligne 7 bis et par les lignes 48, 60 et 75 du réseau de bus RATP.

## Origine du nom
Le nom de Mouzaïa est celui de la rue éponyme du quartier qui est un lieu-dit près duquel eut lieu une bataille durant la conquête coloniale française de l'Algérie.

## Historique
Le quartier s'est établi sur les gisements de gypse de la butte de Beauregard dite carrière d’Amérique, dont la rue des Carrières-d'Amérique au nord du quartier conserve le souvenir. Cette carrière, exploitée du Moyen Âge aux années 1860, s’étendait sur 25 hectares, surface supérieure à celle de l'actuel quartier.
Le propriétaire du terrain, le plâtrier Jacques Montréage, ancien conseiller municipal de l'ancienne commune de Belleville, créa en 1875 avec d’autres actionnaires, la Société des marchés aux chevaux et aux fourrages de Paris qui s’engageait à viabiliser le terrain et à ouvrir un marché aux chevaux prévu par la Ville. En échange des travaux, la Ville cédait des terrains à la société. Les trois voies prévues (rues du Général-Brunet, David-d'Angers, de Mouzaïa et la place Rhin-et-Danube) furent ouvertes mais le marché aux chevaux périclita et la société fut mise en liquidation en 1879. Les créanciers de la société, famille Crabbe et banque d’escompte de Paris, ouvrent des rues complémentaires en 1889 (rues Miguel-Hidalgo, de la Prévoyance, de la Solidarité, de l'Égalité, de la Liberté) et concluent avec la Ville de Paris, en décembre 1889, des traités très précis autorisant des constructions limitées à un rez-de-chaussée et un étage sur des parcelles très petites en raison de l’instabilité du terrain sur des galeries souterraines, par endroits sur trois niveaux. Quatre types de maisons sont définis, d’une largeur sur rue de 4 m et 8,45 m de profondeur pour les plus petites, à 6,475 ou 7 m de largeur et 13,745 m de profondeur pour les plus grandes, avec une bande de terrain non constructible sur voie de 4 à 7,7 m suivant la catégorie.
Le vente des terrains nus et des habitations construites par des lotisseurs, principalement l’architecte Paul Fouquiau, qui fonde en 1899 la Société anonyme des terrains et habitations à bon marché, pour profiter des prêts de la Caisse des dépôts à taux réduits prévus par la loi Siegfried du 30 novembre 1894 pour la construction d’habitations à bon marché, s’étale sur une longue période, des années 1880 aux années 1920. La plupart des maisons ont été vendues moyennant un apport initial faible et un crédit à long terme, jusqu'à 50 ans.

Quelques vues
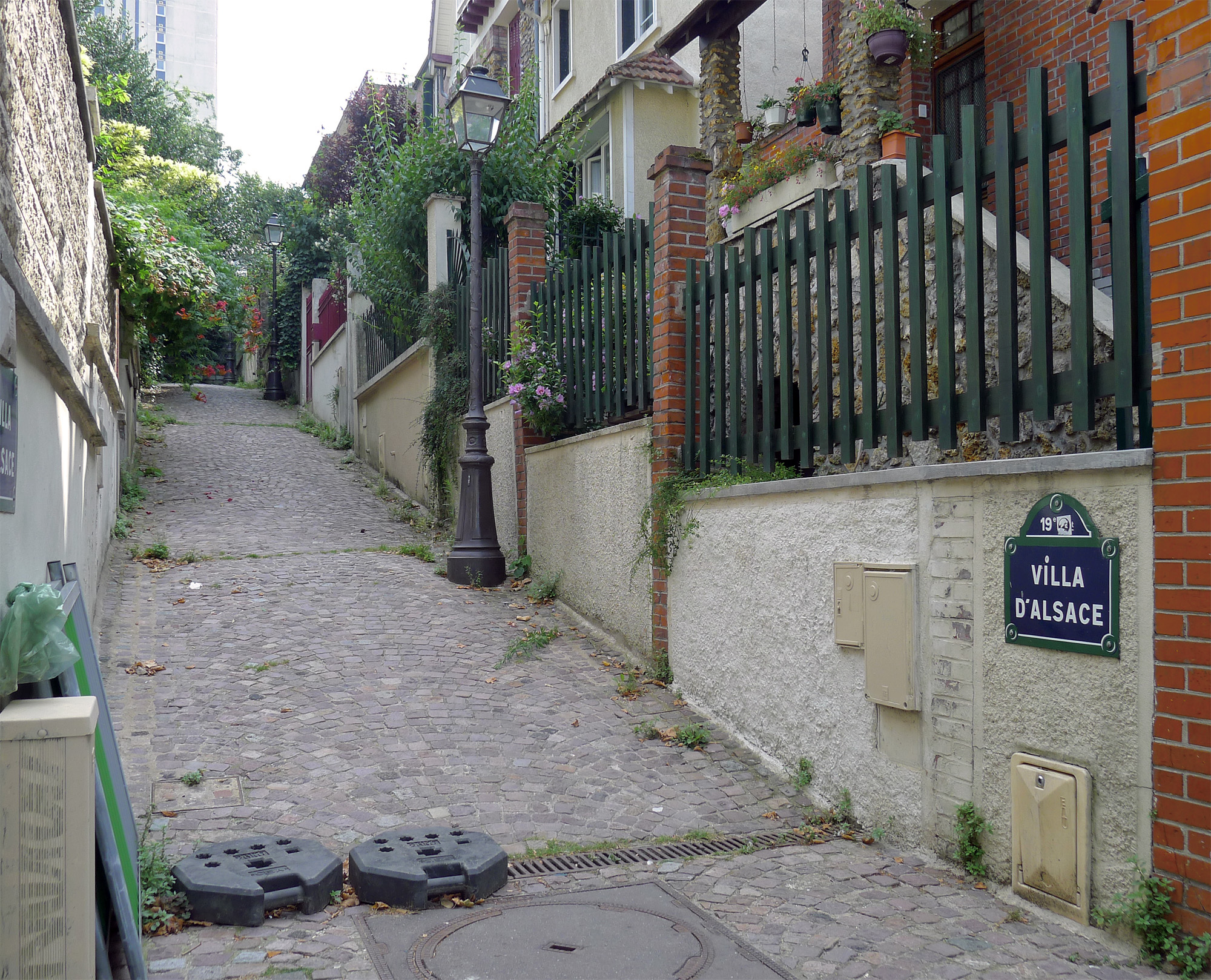
Villa d'Alsace.
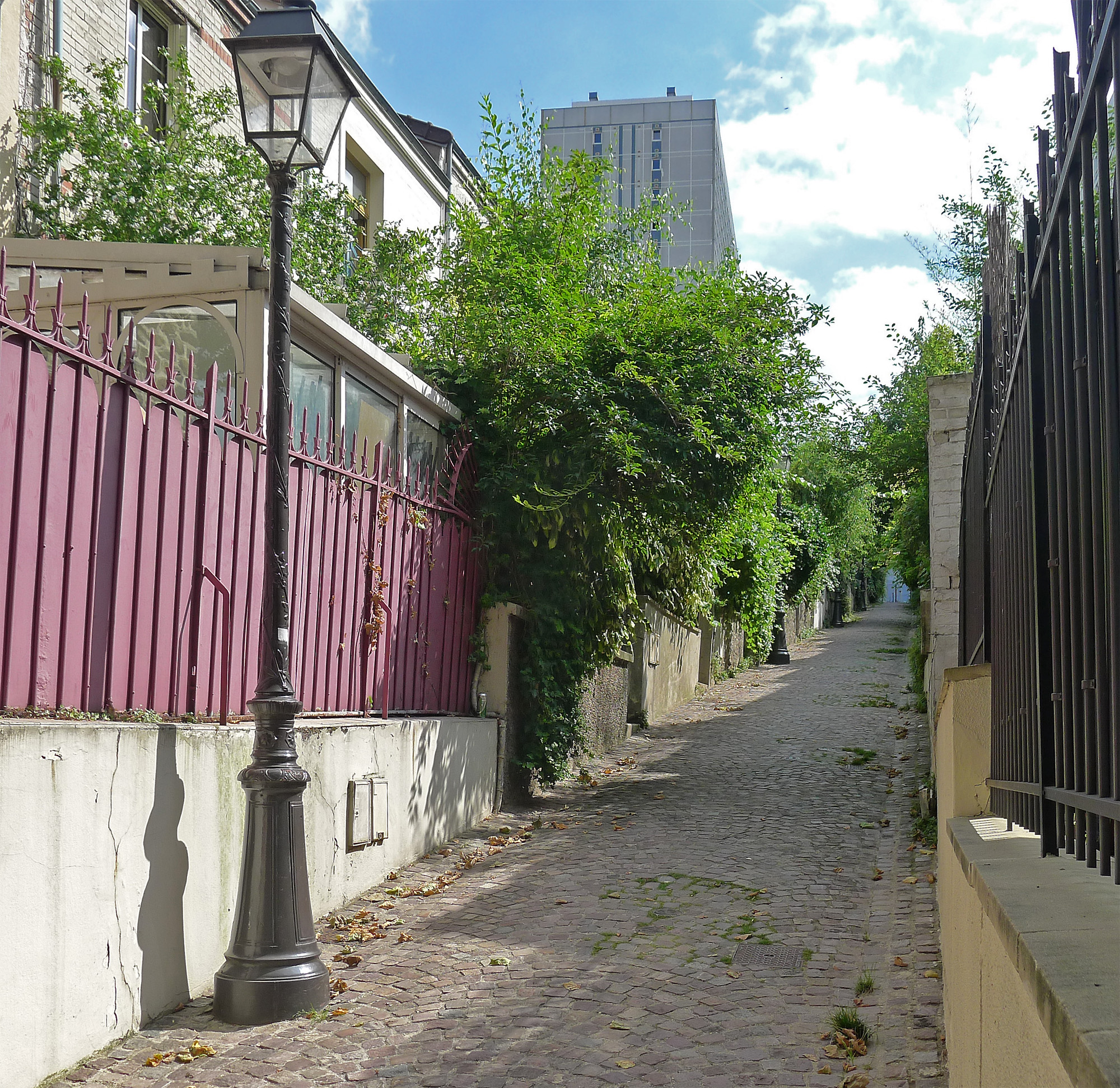
Villa Eugène-Leblanc.
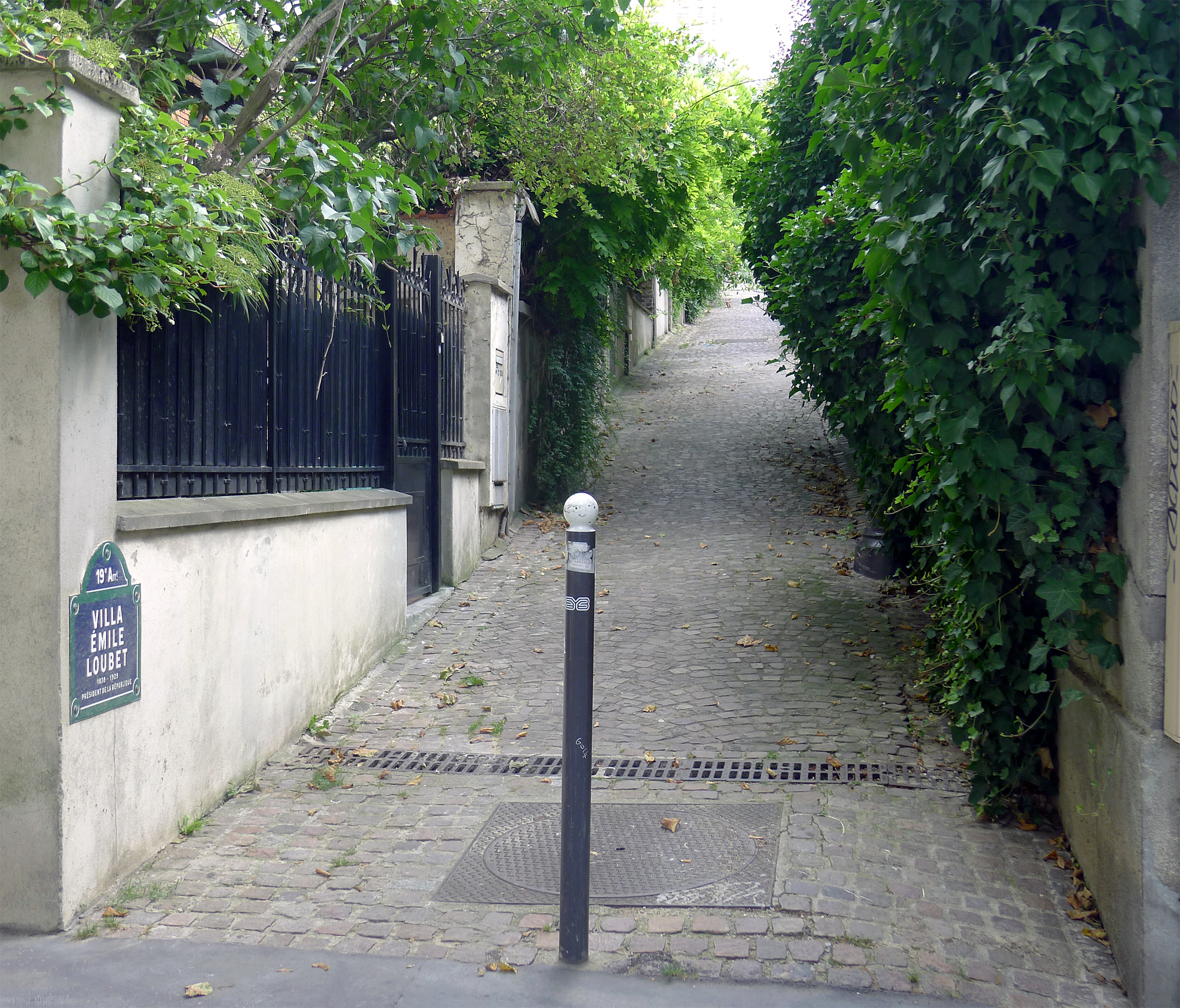
Villa Émile-Loubet.
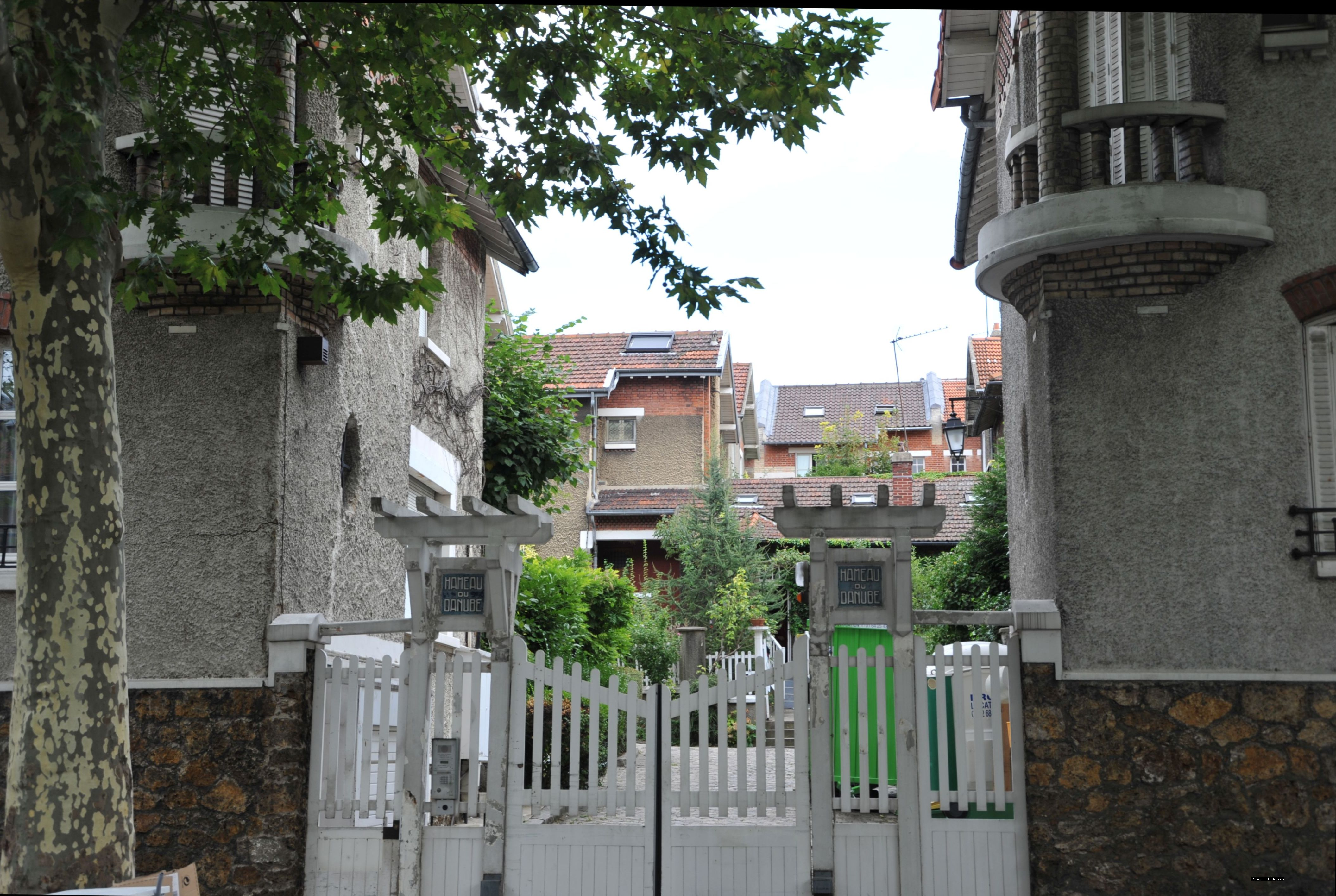
Hameau du Danube.